# Margot Benacerraf
Margot Benacerraf (Caracas, 14 de agosto de 1926-Caracas, 29 de mayo de 2024) fue una directora de cine, guionista, escritora y promotora cultural venezolana. 

## Biografía
Realizó estudios de Filosofía y Letras en la Universidad Central de Venezuela en 1947. Colaboró en varios periódicos y revistas literarios. Ganó el Premio Panamericano con un ensayo y escribió una pieza de teatro que recibió el premio instituido por el Departamento de Drama de la Universidad de Columbia en Nueva York. Obtuvo una beca de tres meses para estudiar en ese Departamento en 1949. Allí descubrió el cine y entre 1949 y 1951 estudió en París en el Instituto de Altos Estudios Cinematográficos (IDHEC).
Sus dos películas son Reverón, documental que ilustra la vida del pintor venezolano Armando Reverón, y Araya, narración poética de la vida en las salinas de Araya, al oriente de Venezuela.
Es una figura destacada del cine venezolano, tanto por su obra cinematográfica como por su trabajo como gestora cultural para impulsar el Séptimo Arte. 
Fue fundadora de la Cinemateca Nacional de Venezuela en 1966, institución que llegó a ser fundamental en la vida cultural del país, además de desempeñar un papel decisivo en la formación de los cineastas venezolanos.
En 1991 creó Fundavisual Latina para formar parte de un proyecto integral del escritor Gabriel García Márquez que no se llegó a concretar. Pero la Fundación creció y se desarrolló de manera autónoma, llevando adelante una labor destacada en el campo de la promoción del arte audiovisual latinoamericano.
Entre las múltiples actividades  realizadas  en Caracas durante su presidencia en Fundavisual Latina  destacan: el Primer, Segundo y Tercer Festival Latinoamericano y del Caribe de Cortometrajes y Videos; el Festival del Cine Venezolano; la Muestra de Cine Documental Latinoamericano; el Encuentro de Cineastas Latinoamericanos; el Concurso Nacional de Guiones de Largometraje, así como foros, charlas, talleres y cursos de formación. De especial importancia fue el Primer Encuentro de la Telenovela Latinoamericana que contó con la presencia de relevantes figuras del cine y la televisión de Brasil, Colombia y México. 
Como directora de cine resaltan los premios y reconocimientos obtenidos por su película Reverón (1952), un documental de media hora que ganó varios galardones tanto en Venezuela como a nivel internacional y que además cosechó grandes éxitos en Europa. Tuvo una extraordinaria acogida en el Festival de Berlín (junio de l953) y en el Festival de Edimburgo (agosto de l953).
Por su parte, Araya fue galardonada con el Premio de la Comisión Superior Técnica y el Premio de la Crítica Internacional (FIPRESCI) en el XII Festival de Cannes de 1959 (compartido ex aequo con Hiroshima, mon amour de Alain Resnais). A partir de ese momento, Araya fue Invitada de Honor con Menciones Especiales en los Festivales Internacionales de Locarno, Moscú y Venecia.
La directora ha recibido varias condecoraciones, entre ellas, la Orden del Mérito de la República del Gobierno de Italia en 1972, la Orden Andrés Bello del Gobierno de la República de Venezuela en 1974 y 1975, el Premio Nacional de Cine (1995), la Medalla de Honor al Mérito Simón Bolívar (1995),  la Orden Bernardo O’Higgins en el Grado de Comendador otorgada por el gobierno de Chile (1996), la Orden Nacional del Mérito conferida por el Gobierno Francés en dos ocasiones (1998 y 2019), la Orden Universidad Central de Venezuela en su Única Clase (2013), la Orden Francisco de Miranda Primera Clase Grado Generalísimo otorgada por el Ministerio de la Cultura de Venezuela en 2018, el Premio de Honor de la Academia otorgado por la Academia de Ciencias y Artes Cinematográficas de Venezuela en 2018 y la Medalla Páez de las Artes, una condecoración del Fondo Venezolano Americano para las Artes (VAEA) en 2019, entre otras.
En febrero de 1987 el Ateneo de Caracas inauguró, en su sede de Los Caobos, una sala de cine de Arte y Ensayo con su nombre que se convirtió en la década de los 90 en un espacio para la proyección de lo mejor del cine contemporáneo. 
En 1990, Araya fue escogida como una de las 5 mejores películas en la historia del cine latinoamericano dentro de la Retrospectiva Latin American Visions (A Half Century of Latinoamerican Cinema 1930-1988), del Neighbordhood Film/Video Project of Philadelphia.
En 1994 el Festival Internacional de Pesaro seleccionó a Araya como la única película latinoamericana dentro de su programación retrospectiva para celebrar los 100 años del cine.
En 1993 la cineasta creó la Fundación Audiovisual Margot Benacerraf, dedicada a la difusión del conocimiento y de la cultura audiovisual, así como a promover lo mejor del cine mundial.
En 2008, la Cinemateca Nacional de Venezuela publicó un trabajo sobre la trayectoria de Margot Benacerraf, editado en los Cuadernos Cineastas Venezolanos n°9 Margot Benacerraf.
Entre las actividades desarrolladas por la Fundación destaca la inauguración, a partir de 2012, de dos espacios para la consulta e investigación; se trata de las Videotecas Margot Benacerraf ubicadas en la Escuela de Artes y en la Biblioteca Central de la Universidad Central de Venezuela, donde estudiantes, profesores e investigadores pueden acceder gratuitamente con fines académicos a lo mejor de la cinematografía.
En 2012, Leonardo Padrón realizó una entrevista a Benacerraf que forma parte de su libro "Los imposibles 5".
En mayo de 2016, el Centro Nacional de Cinematografía (CNAC) le rindió especial homenaje por su trayectoria e inquebrantable fe y pasión por el Séptimo Arte al instalar en su sede la Sala de Referencia y Consulta “Margot Benacerraf”.  
Tanto Reverón como Araya están incluidas en el Dictionnaire Du Cinéma, escrito por el historiador de cine Jean Mitry.
Margot Benacerraf es, además, la única cineasta de Venezuela que figura en el famoso Dictionnaire des Cineastes de Georges Sadoul y Araya es el único largometraje venezolano presente en el Dictionnaire des Films del mismo autor.
En 2018, Jonathan Reverón le rindió homenaje, realizando un documental sobre Margot Benacerraf, titulado "Madame Cinema".
En 2019, el Fondo Venezolano Americano para las Artes le otorgó, en Estados Unidos, la Medalla Páez de las Artes por su trayectoria.
Falleció en Caracas el 29 de mayo de 2024, a los 97 años de edad.

## Filmografía
- Reverón (1952)
- Araya (1959)

## Premios y distinciones
Festival Internacional de Películas de Arte
| Año  | Categoría                       | Película | Resultado |
| 1952 | Premio Mejor Documental de Arte | Reverón  | Ganadora  |

Prensa Cinematográfica de Venezuela
| Año  | Categoría                                   | Película | Resultado |
| 1953 | Premio Cantaclaro Mejor Película Venezolana | Reverón  | Ganadora  |

Festival de Cannes
| Año  | Categoría                                                                                        | Película | Resultado |
| 1959 | Premio de la Comisión Superior Técnica                                                           | Araya    | Ganadora  |
| 1959 | Premio de la Crítica Internacional (FIPRESCI). Ex aequo con Hiroshima Mon Amour de Alain Resnais | Araya    | Ganadora  |